# I beati anni del castigo
I beati anni del castigo è un romanzo dell'autrice italiana di origine svizzera Fleur Jaeggy che vinse il Premio Bagutta nel 1990. Il regista Luca Ronconi ne ha tratto una pièce teatrale con lo stesso titolo.

## Trama
Il romanzo è ambientato negli anni Cinquanta in un collegio femminile nel distretto svizzero di Appenzello. La voce narrante, che non ha un nome, può essere considerata un alter ego dell'autrice, che seguì un percorso scolastico simile.

Ogni decisione riguardante la sua educazione viene impartita per corrispondenza dalla madre che vive in Brasile, mentre il padre risiede in albergo in una città svizzera. L'apparente freddezza di sentimenti della fanciulla è dovuta alla rarefazione dei rapporti con i genitori e all'assenza di gesti d'affetto. Per esempio, è la madre che dispone i termini della sua educazione in collegio dall'età di 8 anni, nonché la sua permanenza in camera con un'allieva di madrelingua tedesca: questa richiesta la costringe nel dormitorio delle allieve più piccole, cosa di cui si vergogna.

Nell'incipit la protagonista immagina di essere trovata morta assiderata, a faccia in giù nella neve, come lo scrittore svizzero Robert Walser che trascorse una parte importante della vita in manicomio.
Le cose cambiano per la fanciulla quando giunge al collegio una nuova allieva, la bella Fréderique Conte, alla quale si affeziona dal primo momento, attratta dalla sua intelligenza e dal suo fascino. La protagonista vive una vera e propria infatuazione ai limiti dell'amore, che non ha bisogno di essere dichiarato e non si trasferisce sul piano fisico, raccontato con la delicatezza di una memoria nostalgica. Il rapporto privilegiato tra le due viene riconosciuto da tutte le altre allieve e anche dalle insegnanti: si concedono lunghe passeggiate di coppia nei momenti liberi, e Frédérique ospita spesso l'amica in camera dopo le lezioni. Per la fascinazione indotta da Frédérique, la protagonista ha anche declinato la richiesta di Marion, un'allieva più piccola, di diventare sua protettrice e amica del cuore.
Nel tentativo di somigliare a Frédérique, della quale ammira disinvoltura e capacità, la protagonista arriva persino a imitarne la calligrafia. Come in ogni rapporto d'amore, c'è un inseguitore e un inseguito, e quest'ultima è Frédérique, che pur senza negarsi assume l'atteggiamento di chi sa di avere un vantaggio sull'altra. Vanta una modesta esperienza di uomini, mentre la protagonista non ne ha nessuna, e questo le conferisce un'aura adulta in confronto al limbo dell'adolescenza.
La rigidità dell'educazione in collegio e dei suoi ritmi risulta castrante nei confronti della protagonista, che per reazione si dimostra un'allieva mediocre. Nei confronti della compagna di stanza tedesca prova solo disprezzo, le piace immaginare che da bambina abbia osservato dalla finestra le parate naziste, in braccio a una madre entusiasta.
Come in ogni consesso c'è anche un'esclusa, la “negretta”, figlia di un capo di stato africano e prediletta dalla direttrice signora Hofstetter, subirà il boicottaggio del silenzio dalle altre fino a coltivare pensieri macabri e cimiteriali. Con il tempo la piccola Marion, l'amica rifiutata, fiorirà in una bellezza evidente, troverà un'altra 'grande' da adorare.
Il tempo scorre lento, i risultati scolastici della protagonista sono mediocri: sente il richiamo della vita, la vita vera, all'esterno del collegio, della quale avverte l'esistenza quasi con paura.
Un nuovo, duplice cambiamento spezza la monotonia della vita al collegio: l'arrivo di una nuova educanda, Micheline, bella e esuberante, vitale e espansiva, che cattura subito l'attenzione della protagonista, e la partenza di Frédérique dal collegio a causa dell'improvvisa morte del padre. La protagonista la accompagna al treno e sente che non si rivedranno mai più. La fine dell'anno scolastico è vicino; dopo le vacanze trascorse con il padre, nella consueta astenia di sentimenti, deve trasferirsi in un altro collegio perché la madre ha pianificato un'educazione pratica: cucina e economia domestica. Ma questa volta lei si ribella e rifiuta di seguire le lezioni.
Avrà occasione di incontrare Frédérique ancora due volte: la prima, un'apparizione spettrale, pochi anni più tardi in un cinema di Parigi; l'amica le mostra la spoglia stanza dove vive, in uno squallido edificio di uffici, ma ha conquistato una sorta di libertà dalla soffocante educazione. La seconda volta quando Frédérique appicca fuoco alla casa della madre e finisce in manicomio, saldando il ciclo narrativo con l'incipit e il rimando a Robert Walser: la creatività e la bellezza, sembra suggerire il romanzo, confinano con l'insanità mentale.

## Critica
I beati anni del castigo è scritto con uno stile essenziale e contenuto, terso, apparentemente algido, “l'arte di scrivere cose terribili senza batter ciglio, senza mostrare emozione (che è cosa ben diversa dal non provare emozione).” Le giovani educande del collegio femminile, sottomesse a una rigida disciplina modello anteguerra, si confrontano con la prospettiva di assumere nella società lo stesso ruolo dei genitori in una classe dirigente che non ha saputo evitare la recente Guerra mondiale: in un mondo in cui tutto è stato spazzato via, l'alta borghesia europea si illude di proseguire come se nulla fosse cambiato. Ognuna delle fanciulle trova una via d'uscita diversa e personale a questo tentativo di “castrazione” dell'attitudine individuale, al conformismo del ruolo femminile nella famiglia: Micheline si adatta volontariamente al ruolo di oggetto di desiderio accentuando le proprie caratteristiche più femminili; la "negretta", isolata per rappresaglia dalle altre allieve, coltiva pensieri funerei che la portano al limite della depressione, dalla quale si salva (forse) con il provvidenziale termine dell'anno scolastico; il destino di Frédérique, la più dotata, la migliore, è l'insanità mentale, anticipata magistralmente nell'incipit, mentre la voce narrante si salva sfuggendo dal percorso educativo stabilito dalla madre grazie, probabilmente, al lavoro culturale, dando per scontato che si tratti di un personaggio in buona parte autobiografico. Nel tempo in cui avviene il racconto, posteriore alla narrazione, tutto è ormai trascorso irrimediabilmente, anche se "la riverberazione dolorosa dell'imperfetto si propaga verso il passato remoto e verso il presente".
Lo stile limpido e nervoso della scrittura della Jaeggy, l'acutezza quasi clinica delle notazioni, l'intensità di questa storia fanno risuonare una corda segreta dell'animo: quella legata all'immaginario collegio da cui tutti noi siamo usciti.

## Edizioni
- Fleur Jaeggy, I beati anni del castigo, Fabula, Adelphi, 1989,  p. 107, ISBN 978-88-459-0707-4.
- Fleur Jaeggy, I beati anni del castigo, Letteratura italiana (tascabile), Adelphi, 1989,  p. 107, ISBN 978-88-459-1008-1.